# 云南香花藤
云南香花藤（学名：Aganosma harmandiana）为夹竹桃科香花藤属的植物。分布在缅甸、越南、老挝以及中国大陆的云南等地，生长于海拔600米至1,400米的地区，多生于山地疏林中或山谷边，目前尚未由人工引种栽培。

## 别名
老鼠牛角（云南）

## 种下等级
- Aganosma harmandiana Pierre